# FADEC
FADEC este acronimul pentru Full Authority Digital Engine Control (incorect interpretat ca Full Authority Digital Electronics Control). Este format dintr-un sistem numeric numit EEC /Electronic Engine Control/ sau ECU /Electronic Control Unit/), plus extensii care monitorizeaza toate caracteristicile la un motor de aviație.
Funcția principală a FADEC este de a asigura o functionare optima conforma regimului de zbor.
FADEC sunt folosite de majoritatea motoarelor de aviatie și au trend ascendent de implementare la motoarele cu piston care echipeaza aeronave și elicoptere.

## Funcționare
Pentru a fi certificat, un FADEC trebuie să nu prezinte sub nici o formă, mod de acces override. Aceasta înseamnă interconectarea și autorizarea modului de lucru de către ordinator, pe baza performanțelor și a comenzii. Dacă apare o cădere a FADEC, sistemul de propulsie se blochează. Dacă motorul este controlat electronic și digital dar permite totuși override, atunci //sistemul FADEC// este doar o unitate ECU. Un ECU este doar o componentă a FADEC care funcționează în buclă până când pilotul intervine prin comenzile de bord, sau matricea intrărilor se modifica.
FADEC  lucrează cu parametrii regimului de zbor printre care densitatea aerului, poziția manetei de gaz, temperatura motorului, presiunea din sistemul alimentare combustibil, unghiul de castig in altitudine, unghi de tonou. Semnalul de intrare este analizat de ECU cu o modulație de 70 Hz. Performanțele precum debitul de combustibil, poziția vectorului director, starea injectoarelor, poziția ajutajului reactiv etc. ale sistemului de propulsie se calculează având ca input matricea stărilor de intrare. FADEC controlează regimurile de pornire, repornire și regimurile tranzitorii.

## Istoric
Scopul unui sistem de control al motorului este de a da acestuia un maxim de performanță la un moment dat. Complexitatea realizarii acestui lucru este direct influențată de complexitatea motorului. Pentru a ne aventura în rădăcinile din spatele FADEC modern, sa revedem istoricul în controlarea unui motor de aviație. Sistemul de baza legătura mecanică între pilot și restul aparatului. Sistemul de alimentare cu combustibil se controleaza prin maneta de gaz. Pilotul controlează alimentarea cu combustibil. El avea astfel control direct al performanțelor motorului prin conexiunea directă la sistemul de alimentare cu combustibil.
Dezvoltarea mijloacelor de comandă mecanice ale motorului s-a făcut concomitent cu imbunatatirea sistemelor analogo-electronice în aviație. Un sistem nou aduce îmbunătățiri în ce privește controlul mecanic dar și minusuri precum interferențele electromagnetice. Sistemul este pus la punct în anii 1960 și totodată introdus ca parte a motorului Rolls Royce Olympus-593. Sub indicativul 593 este motorul Rolls Royce care echipează un avion supersonic Concorde.
Succesorul acestui tip de control analog-electronic este evident controlul digital. În anii 1970 NASA și Pratt and Whitney împreună au experimentat primul FADEC pe un avion General Dynamics F-111. Acesta avea motorul nr 1 un MTR Pratt & Whitney TF30 modificat. Experimentarea a condus la dezvoltarea turbojeturilor militare Pratt & Whitney F100 și Pratt & Whitney PW2000 civile, fiind primele MTRuri echipate cu module FADEC. Mai târziu MTR Pratt & Whitney PW4000 a fost primul "Dual FADEC" MTR.

## Siguranța zborului
Redundanța este asigurată prin utilizarea a două canale digitale. FADEC de asemenea are acces și la un set de date analogice discrete, venite de la alte sisteme de pe motor ori de pe aeronavă, în scopul functionarii corecte a aeronavei.
FADEC-ul permite doar operarea eficientă a motorului permitand producătorului de sisteme de propulsie să programeze limitări pentru sistemul de propulsie propriu. Tot el redacteaza rapoarte pentru mentenanță și verificări. Pentru a se evita depășirea unei temperaturi limită care micsoreaza resursa, FADEC se reprogramează automat fără intervenția pilotului, de exemplu in sensul aprinderii postcombustiei.

## Aplicație în aviație
Pentru a clarifica în mod mai direct funționarea unui FADEC, urmăriți funcționarea unei aeronave civile de transport, în zbor. Echipajul condus de comandant introduce date referitoare la zbor în FMS (sistemul de management al zborului). Sistemul de management al zborului ia temperatura si altitudinea, directia si viteza vântului, lungimea pistei și altele. Calculează necesarul de putere al regimului de zbor. Pentru decolare, piloții comandă manșa (care nu are legătura mecanică cu motoarele) la o poziție presetata ori aleg varianta de comandă automată a motoarelor. Sistemul FADEC are calculat necesarul de putere pentru decolare si îl foloseste. Această procedură este la fel și în regimul de ridicare de la sol, croazieră și toate celelalte. Unitățile FADEC calculează optimul de putere și dau comenzile necesare la sisteme. În timpul zborului se fac periodic ajustări ale performanței motorului pentru a se menține un nivel optim al eficienței.
Puterea maximă este necesară în situție de urgență când manșa se aduce la capătul cursei, cu luare-aminte că limitarea de sistem nu poate fi depășită. Piloții nu au posibilitate de a face override manual.
Pe aeronavele cu motor combustie internă sistemul înlocuiește parțial sistemului electro-generator de aprindere (metoda veche magnetica și eliminarea carburatorului) inlocuita de A/F-CU controlul amestecului combustibil și prioritatea motorului. Prin controlarea injecției de amestec proaspăt și sincronizarea scânteii, pilotul nu mai este obligat să supervizeze această operațiune. Deoarece amestecul sărac influențează resursa motorului, FADEC ajuta la scaderea costului de operare și viața motorului de aviație este prelungită.
Prin teste s-a demonstrat economisirea de combustibil. FADEC se amortizează prin costuri de întreținere reduse și de operare.

## Avantaje
- economie de combustibil
- protecția motorului împotriva operațiunilor netolerate
- siguranță sporită datorată canalelor multiple de date ale ordinatorului FADEC în caz de erore sistem
- montare direct pe motor cu certificare
- certificarea performanțelor motorului
- posibilitate de legare motoare de același tip pentru performanțe superioare
- pornire semiautomată a motoarelor
- comunicare mai bună cu restul sistemelor de pe aeronavă și motor
- rapoarte și diagnosticuri
- numărul parametrilor interni și externi folosiți pentru control crește cu un ordin de mărime
- echipajul monitorizează astfel un număr mai redus de parametri
- datorită parametrilor monitorizați FADEC este "fault tolerant system" friendly. In urma unor nefuncționalități din sistem el poate aduce în parametrii in limitele de toleranță acceptate.
- are implementate rutine de avarie pentru răspunsuri de urgență (ex: în caz de vrie motoarele măresc turația). Astfel sistemul functioneaza în limite de siguranță.

## Limitări
- procesele de design, producție, instalare și mentenanță ale senzorilor care măsoară și aduc la unitate performanțele motorului si aeronavei.
- software-ul folosit în proiectare, implementare și testarea sistemelor critice de asigurarea siguranței.